# Hasok Chang
Hasok Chang (Seúl, 26 de marzo de 1967) es un filósofo e historiador de la ciencia surcoreano-estadounidense, especializado en historia y filosofía de la química y la física, realismo, pluralismo y pragmatismo. Desde 2010 es Hans Rausing Professor of History and Philosophy of Science en la Universidad de Cambridge, donde actualmente se desempeña como Head of Department del Departmento de Historia y Filosofía de la Ciencia (Department of History and Philosophy of Science, HPS) y Fellow de Clare Hall. En 2025 fue elegido Fellow de la Academia Británica.

## Biografía y formación
Chang nació en Seúl en 1967, hijo del funcionario público coreano (y posteriormente político) Che-Shik Chang y de la profesora Woo Sook Choi. Chang es el hermano menor del economista Ha-Joon Chang y primo del economista y profesor de la Universidad de Corea Hasung Jang. Está casado con la psicoterapeuta Gretchen Siglar.
Cursó estudios en Estados Unidos y se graduó como Bachiller universitario en ciencias en el Instituto Tecnológico de California (Caltech), en 1989. Realizó el Doctorado en Filosofía en la Universidad de Stanford (1993), con una tesis sobre medición y desunificación en la física cuántica. Fue investigador asociado en la Universidad de Harvard (1993–1994) y, tras lo cual se trasladó al Reino Unido.
Entre 1995 y 2010 enseñó en University College de Londres, donde alcanzó la cátedra en 2008. En 2010 se incorporó a Cambridge como Hans Rausing Professor, cargo que mantiene hasta hoy. Además de su labor docente y de investigación, ha desempeñado diversas funciones de gobierno académico. Fue presidente de la British Society for the History of Science (2012–2014). Además, figuró como miembro de la Governing Board de la Philosophy of Science Association, 2018–2021. Ganó el Premio Abraham Pais de Historia de la Física en 2021, otorgado por la American Physical Society y el American Institute of Physics, en reconocimiento de sus estudios innovadores e influyentes en historia y filosofía de las ciencias físicas.
Chang es cofundador de la Society for Philosophy of Science in Practice (SPSP) y miembro fundador del Committee for Integrated History and Philosophy of Science (CIHPS), iniciativas orientadas a articular de manera sistemática el trabajo histórico y filosófico sobre la ciencia. También cofundó la red británica de talleres anuales de HPS integrado.

## Áreas de investigación y enfoque filosófico
El trabajo de Chang se caracteriza por un pragmatismo realista orientado a la práctica científica y por una defensa de un pluralismo epistémico que resiste la unificación reduccionista. Su aporte más influyente en epistemología es la noción de “coherencia operacional” como fuente de verdad: en vez de entender la verdad como correspondencia proposicional, propone evaluar el éxito cognitivo por la articulación mutuamente estabilizadora de operaciones, instrumentos, inferencias y resultados dentro de prácticas de investigación. Esta propuesta, desarrollada en una conferencia de la Aristotelian Society (2017), ha dado lugar a debates recientes en la filosofía de la ciencia.
Chang ha abogado además por una historiografía presentista para una ciencia pluralista y por la idea de “ciencia complementaria”: la historia y la filosofía de la ciencia no sólo esclarecen críticamente las ciencias existentes, sino que generan conocimiento científico allí donde las especialidades vigentes no lo producen (e.g., recuperando líneas experimentales olvidadas o conceptos alternativos fértiles). Su Wilkins–Bernal–Medawar Lecture en la Royal Society (2016) articula esta función “complementaria” y su posterior desarrollo metodológico.
Las propuestas de Chang han sido discutidas en revistas especializadas tanto por sus implicaciones metodológicas como por sus consecuencias para el realismo científico y la historiografía. Críticas históricas (e.g., su lectura de la revolución química) y análisis favorables enmarcan su obra como un programa constructivo que reubica la verdad y la evidencia en la dinámica de la práctica.

## Contribuciones destacadas

### Medición y iteración epistémica
En Inventing Temperature: Measurement and Scientific Progress (2004), Chang reconstruye históricamente la invención de los termómetros y la calibración de escalas térmicas, mostrando cómo se valida la medición sin circularidad a través de ciclos de iteración epistémica: ajustes recíprocos de conceptos, patrones e instrumentos que mejoran gradualmente la fiabilidad. El libro recibió el Premio Latatos (2006, ex aequo).

### Evidencia, realismo y pluralismo en química
En Is Water H₂O? Evidence, Realism and Pluralism (2012) defiende un pluralismo operativo que legitima la coexistencia de marcos teóricos y repertorios de evidencia, revisando casos como la revolución química, la electroquímica temprana y la química atómica. La obra obtuvo el Premio Internacional Fernando Gil de Filosofía de la Ciencia (2013).

### Realismo pragmatista y “verdad por coherencia operacional”
En Realism for Realistic People: A New Pragmatist Philosophy of Science (2022), Chang sistematiza su realismo pragmatista: la “realidad” y la “verdad” se conciben como ideales operacionales alcanzables a través de prácticas exitosas de indagación. El libro consolida su desplazamiento del debate hacia criterios de éxito operacionalmente coherentes.

### Historia experimental y reconsideración de tradiciones “perdidas”
Como parte de su “ciencia complementaria”, Chang ha re-ejecutado experimentos históricos (e.g., sobre la “mitología” del punto de ebullición del agua) mostrando variaciones sistemáticas reportadas por científicos de principios del siglo XIX y explorando sus condiciones. También ha reexaminado la teoría del flogisto y la narrativa de la revolución química, cuestionando su supuesta rapidez y unanimidad.

## Obras principales

### Libros originales

#### Inglés
- Inventing Temperature: Measurement and Scientific Progress (Oxford University Press, 2004).
- Is Water H₂O? Evidence, Realism and Pluralism (Springer, 2012).
- Realism for Realistic People: A New Pragmatist Philosophy of Science (Cambridge University Press, 2022).

#### Coreano
- 장하석의 과학, 철학을 만나다 (Science Meets Philosophy) (지식채널, 2014).

### Libros editados
- (Ed., con Catherine Jackson) An Element of Controversy: The Life of Chlorine in Science, Medicine, Technology and War (BSHS Monographs, 2007).

### Artículos y capítulos de libro influyentes
- “VI—Operational Coherence as the Source of Truth”, Proceedings of the Aristotelian Society (2017). Oxford Academic.
- “Who cares about the history of science?”, Notes and Records, Royal Society (2017).
- “Presentist History for Pluralist Science”, Journal for General Philosophy of Science (2021).
- “The Myth of the Boiling Point”, Science Progress (2008).
- “The Hidden History of Phlogiston”, HYLE (2010).